# Merkjárfoss
Der Merkjárfoss ist ein kleiner Wasserfall im Süden von Island.
Im Fljótshlíð stürzt das Flüsschen Merkjá zunächst um 45 m und 76 m flussabwärts um weitere 8 Meter in die Tiefe und fließt dann in Richtung Westen in die Þverá. Von Hvolsvöllur an der Ringstraße führt der Fljótshlíðarvegur (Straße 261) in östliche Richtung, nach 17 km erreicht man den Wasserfall. Er wird auch Gluggafoss (isl. gluggi = „Fenster“, foss = „Wasserfall“) genannt, weil die obere Fallstufe nur wie hinter einem Fenster zu sehen ist.  Etwa 250 m westlich stürzt die Þórðará über den Þórðarfoss.